# Giuseppe Pasotto
Giuseppe Pasotto CSS (ur. 6 lipca 1954 w Bovolone) – włoski duchowny katolicki, biskup, administrator apostolski Kaukazu od 1996.

## Życiorys
Święcenia kapłańskie otrzymał w dniu 12 maja 1979 w Zgromadzeniu Najświętszych Stygmatów.
29 listopada 1996 został mianowany administratorem apostolskim Kaukazu. W 1999 został podniesiony do godności biskupa, ze stolicą tytularną Musti. Sakry udzielił mu 6 stycznia 2000 w Rzymie Jan Paweł II.